# Zimbabwe na Mistrzostwach Świata w Lekkoatletyce 2009
Zimbabwe na Mistrzostwach Świata w Lekkoatletyce 2009 – reprezentacja Zimbabwe podczas czempionatu w Berlinie liczyła 5 zawodników. Żaden z przedstawicieli tego państwa nie zdołał awansować do finału (z wyjątkiem występującego w maratonie George'a Majaji, ponieważ w tej konkurencji rozegrano tylko finał).

## Występy reprezentantów Zimbabwe

### Mężczyźni
| Konkurencja   | Zawodnik                | Eliminacje | Eliminacje | Ćwierćfinał   | Ćwierćfinał   | Półfinał      | Półfinał      | Finał         | Finał         |
| Konkurencja   | Zawodnik                | Wynik      | Poz.       | Wynik         | Poz.          | Wynik         | Poz.          | Wynik         | Poz.          |
| ------------- | ----------------------- | ---------- | ---------- | ------------- | ------------- | ------------- | ------------- | ------------- | ------------- |
| Bieg na 200 m | Brian Dzingai           | 20,97      | 29.        | NU            |               | Nie awansował | Nie awansował | Nie awansował | Nie awansował |
| Bieg na 200 m | Gabriel Mvumvure        | 22,67      | 59.        | Nie awansował | Nie awansował | Nie awansował | Nie awansował | Nie awansował | Nie awansował |
| Bieg na 400 m | Young Talkmore Nyongani | 45,92      | 26.        |               |               | Nie awansował | Nie awansował | Nie awansował | Nie awansował |
| Maraton       | George Majaji           |            |            |               |               |               |               | 2:18:37       | 35.           |

### Kobiety
| Konkurencja                | Zawodniczka     | Eliminacje | Eliminacje | Półfinał       | Półfinał       | Finał          | Finał          |
| Konkurencja                | Zawodniczka     | Wynik      | Poz.       | Wynik          | Poz.           | Wynik          | Poz.           |
| -------------------------- | --------------- | ---------- | ---------- | -------------- | -------------- | -------------- | -------------- |
| Bieg na 100 m przez płotki | Tamla Pietersen | 14,50      | 35.        | Nie awansowała | Nie awansowała | Nie awansowała | Nie awansowała |